# Юзбашян, Роман Асканасович
Роман Асканасович Юзбашян (род. 13 июля 2002, Липецк) — российский хоккеист, защитник.

## Биография
Воспитанник ХК «Липецк», выпускник ДЮСШ № 11 (2019). В сезонах 2018/19 — 2019/20 играл за команду НМХЛ МХК «Липецк». Летом 2020 года перешёл в команду МХЛ «Капитан» Ступино. В сезоне 2022/23 также провёл 9 матчей за команду «Ростов» и 15 — за «Сочи» в КХЛ. 19 августа расторг контракт по соглашению сторон. 10 сентября подписал однолетнее соглашение с клубом чемпионата Белоруссии «Неман» Гродно.
Старший брат Эдуард играл за МХК «Липецк» в сезонах 2015/16 — 2019/2020.